# 잭 그린네이지
잭 그린네이지(Jack Grinnage, 1931년 1월 20일 ~ )는 미국의 영화배우, 연극 배우, 텔레비전 배우이다.
로스앤젤레스에서 태어났다.

## 영화
- 제로 투 식스티 (1978년)
- 진정한 해방 (1970년)
- 열정의 무대 (1958년)
- 딜론 보안관 (1955년)
- 이유없는 반항 (1955년)